# José Loayza
José Loayza Pedraza (ur. 9 września 1976 w Santa Cruz) – boliwijski piłkarz występujący na pozycji środkowego obrońcy.

## Kariera klubowa
Loayza jest wychowankiem drużyny Club Jorge Wilstermann z siedzibą w mieście Cochabamba. W wieku 21 lat zadebiutował w Liga de Fútbol Profesional Boliviano i już rok później, w sezonie 1998, wywalczył ze swoją drużyną wicemistrzostwo kraju. Był to jego jedyny sukces odniesiony z tym klubem, gdyż w rozgrywkach 2000 – kiedy Jorge Wilstermann zdobył tytuł mistrza Boliwii – przebywał na rocznym wypożyczeniu w Club Blooming, z którym mimo regularnej gry nie osiągnął żadnego sukcesu. Z podobnym skutkiem zakończył się jego drugi pobyt w Bloomingu, w latach 2003–2004.
W 2005 roku Loayza został zawodnikiem Realu Potosí, skąd po roku przeszedł do La Paz FC. W 2007 roku podpisał umowę z Oriente Petrolero za to w sezonie 2008 reprezentował barwy Real Mamoré. W późniejszym czasie występował także w Nacionalu Potosí, a profesjonalną karierę piłkarską zakończył w wieku 34 lat jako zawodnik Universitario Sucre. Z żadnym z tych klubów nie wywalczył żadnego sukcesu, mimo kilku występów w rozgrywkach międzynarodowych.

## Kariera reprezentacyjna
W seniorskiej reprezentacji Boliwii Loayza zadebiutował w 2000 roku. Rok później został powołany na turniej Copa América, gdzie nie wystąpił w żadnym spotkaniu, a jego drużyna nie zdołała wyjść z grupy. Ogółem swój bilans reprezentacyjny zamknął na dwóch rozegranych meczach bez zdobytej bramki.